# Гленденинг, Люк
Люк Гленденинг (англ. Luke Glendening; род. 28 апреля 1989, Ист-Гранд-Рапидс, Мичиган, США)— американский хоккеист, центральный нападающий. В настоящее время выступает за клуб НХЛ «Тампа-Бэй Лайтнинг». До этого играл в командах «Детройт Ред Уингз» и «Даллас Старз».

## Карьера

### Юниорская
Гленденинг начал играть в хоккей в своём родном городе  Ист-Гранд-Рапидс. Он играл за школьную команду все четыре года пока учился в средней школе Ист-Гранд-Рапидс. Лю был лучшим бомбардиром команды в течение двух из четырёх лет. Он также провёл один год в качестве аспиранта в школе Хотчкисс. До того, как стать профессионалом, Гленденинг учился в Мичиганском университете, где отыграл четыре сезона за университетскую команду.
В своём втором сезоне Гленденинг был альтернативным капитаном команды. В 45 играх Гленденинг забил семь голов и отдал 14 результативных передач. Команда опускалась на седьмое место в лиге по ходу сезона, но затем они выиграли шесть игр подряд, выиграли турнир CCHA 2010 года и получили заявку на участие в турнире NCAA. «Мичиган» победил «Университет Бемиджи» в NCAA Midwest Regional, но затем команда уступила в региональном финале «Университету Майами» во втором овертайме со счётом 2–3.
Гленденинг вместе с Карлом Хагелином стали капитанами «Мичигана» на следующий сезон. Люк был одним из шести игрокрв, кто сыграли во всех 44 матчах. За сезон он забил восемь голов и отдал 10 результативных передач. «Мичиган» занял первое место в регулярном сезоне CCHA 2011 и попал в расширенную заявку команд на турнир NCAA, несмотря на неожиданное поражения от «Университета Западного Мичигана» в полуфинале плей-офф CCHA. На турнире NCAA «Мичиган» разгромили «Университет Бемиджи» и «Колледж Колорадо» и победили в NCAA West Regional. «Мичиган» дошёл до финала турнира NCAA, Frozen Four, обыграв перед этим «Университет Северной Дакоты», но проиграли «Университету Дулута» со счётом 2-3 в овертайме.

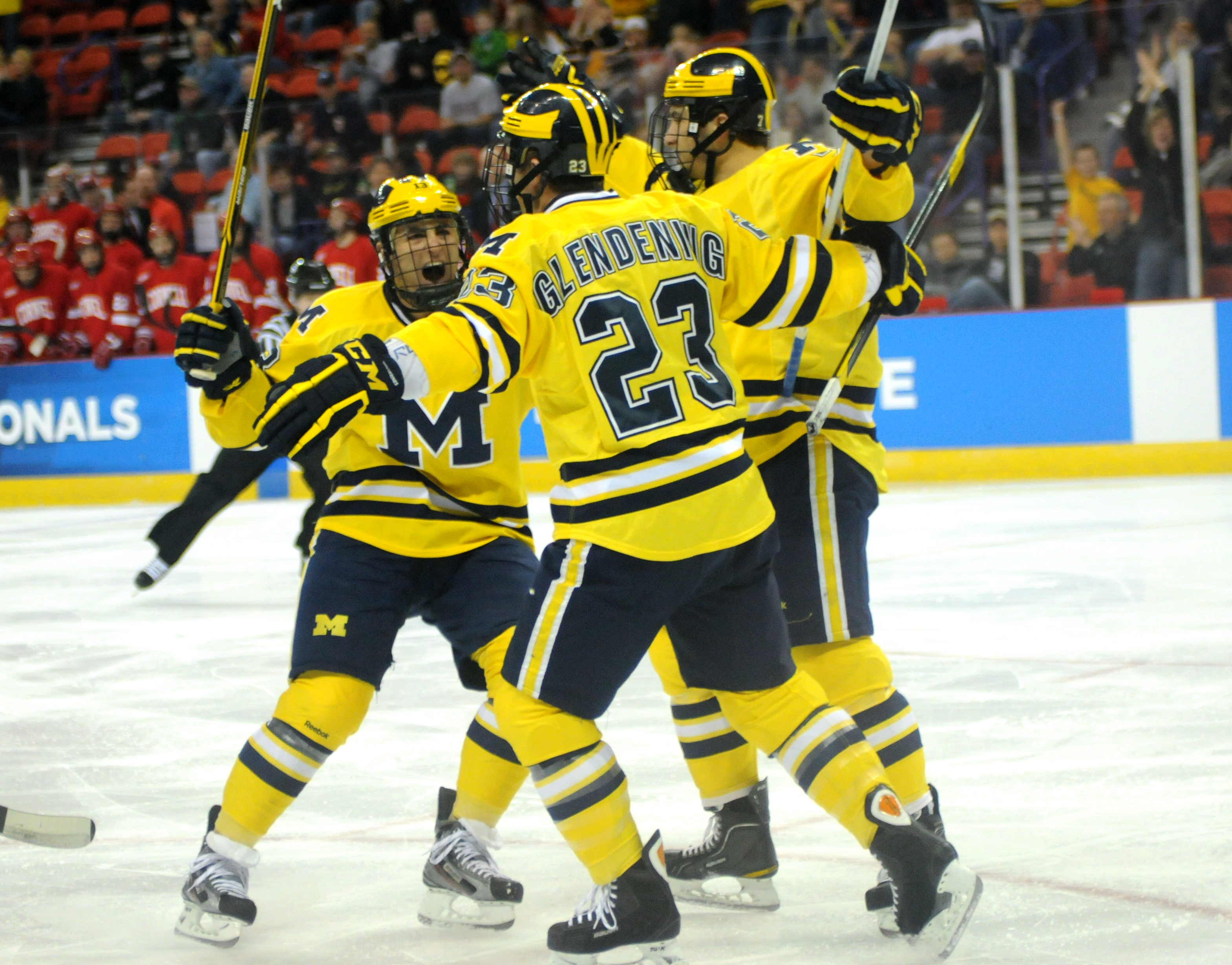
Гленденинг (в центре на переднем плане) с командой с командой университета Мичигана в последний год своего обучения, март 2012

Гленденинг снова был капитаном Мичигана в свой последний юниорский сезон и забил рекордные в карьере 10 голов и набрал 11 результативных передач в 41 матче. «Мичиган» разделил второе место в регулярном сезоне CCHA с «Университетом Западного Мичигана», проиграл им же в финале плей-офф CCHA, но попал в расширенную заявку команд на турнир NCAA. В полуфинале NCAA Regional «Мичиган» проиграл со счётом 2–3 в овертайме команде «Корнеллского университета».

### Профессиональная
19 июня 2012 года «Гранд-Рапидс Гриффинс» из Американской хоккейной лиги (АХЛ) подписали с Гленденингом, в статусе свободного агента, контракт на один год. В сезоне АХЛ 2012/13 Гленденинг сыграл 51 игру регулярного сезона в АХЛ за «Гриффинс», а также сыграл 27 игр в ECHL с «Толидо Уоллай», где он был выбран для участия в Матче всех звёзд ECHL 2013 года, но не смог присутствовать, поскольку был отозван обратно в АХЛ. Гленденинг сыграл 24 игры за «Гранд Рапидс» в плей-офф, набрал 16 очков и помог «Гриффинс» завоевать их первый Кубок Колдера.
5 июля 2013 года «Детройт Ред Уингз» подписали с Гленденингом однолетний двусторонний контракт. 12 октября 2013 года Гленденинг дебютировал в НХЛ в игре против «Филадельфия Флайерз». 5 апреля 2014 года «Детройт Ред Уингз» продлили контракт с Гленденингом на три года. Гленденинг забил свой первый гол в НХЛ позже тем же вечером в ворота Кэри Прайса из «Монреаль Канадиенс». Гленденинг установил рекорд команды среди нападающих-новичков по количеству игр без голов, не забивая в течение 52 игр. (До этого рекордсменом был сыгравший всего 43 игры и в Детройте и в НХЛ Кэмми Бёртон, за которые он ни разу не забил). 14 июля 2016 года «Детройт Ред Уингз» продлили контракт с Гленденингом на четыре года.
После своего восьмого сезона в «Ред Уингз» и завершения контракта, Гленденинг покинул команду в качестве свободного агента и 28 июля 2021 года подписал с «Даллас Старз» контракт на два года и 3 миллиона долларов зарплаты.
1 июля 2023 года, после двух сезонов в «Старз» Гленденинг в статусе свободного агента подписал контракт со своим третьим клубом НХЛ, «Тампа-Бэй Лайтнинг», на два года и на 1,6 миллиона долларов.

## Статистика
| Легенда | Легенда                    | Легенда | Легенда                   | Легенда | Легенда    |
| ------- | -------------------------- | ------- | ------------------------- | ------- | ---------- |
| И       | Количество проведённых игр | Штр     | Штрафное время            | +/−     | Плюс-минус |
| Г       | Голы                       | П       | Голевые передачи          | О       | Очки       |
| -       | Статистика неизвестна      | —       | Статистика не учитывалась |         |            |